# Tommasina Gonzaga (XIII secolo)

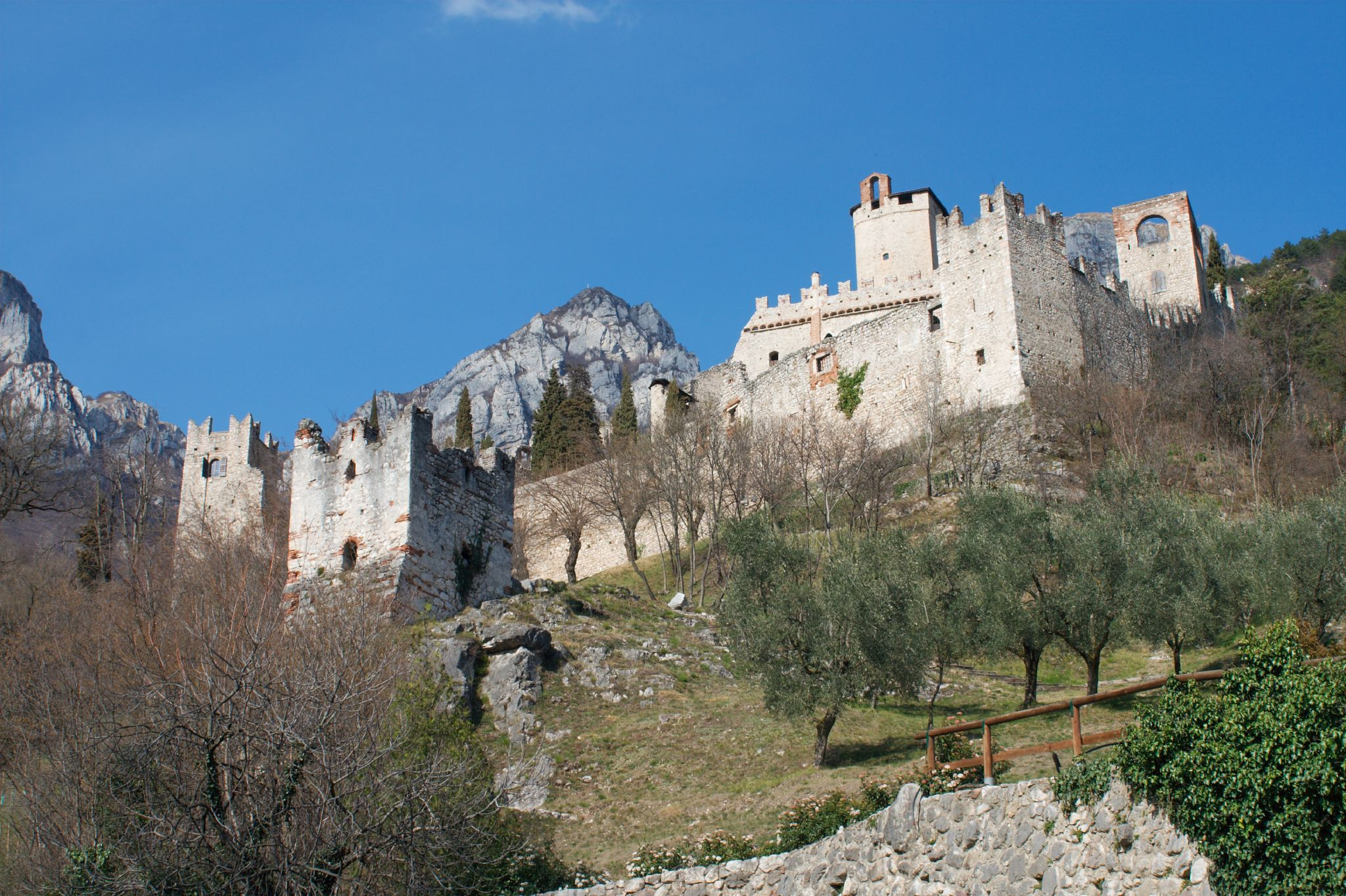
Castello di Avio

Tommasina Gonzaga (Mantova, fine XIII secolo – 1372) è stata una nobildonna italiana.

## Biografia
Era figlia di Luigi I Gonzaga, primo capitano del popolo di Mantova, e di Richilda Ramberti.
Nel 1319 sposò Guglielmo Azzone Castelbarco, condottiero al servizio degli Scaligeri, che il 16 agosto 1328, al comando di un gruppo di veronesi armati, partecipò a Mantova alla cacciata dei Bonacolsi e alla presa del potere dei Gonzaga sulla città.
Tommasina, assieme al marito, nel 1333 ospitò nel castello di Avio Carlo IV di Lussemburgo, futuro imperatore dal 1355.
Morì nel 1372.

## Discendenza
Tommasina e Guglielmo ebbero sei figli:
- Aldrighetto
- Alberto
- Giancarlo
- Francesco Leone
- Azzone
- Franceschina

## Ascendenza
|                                       |   |                          | Genitori        |  |  | Nonni |  |  | Bisnonni        |  |  | Trisnonni       |  |
|                                       |   |                          |                 |  |  |       |  |  | Antonio Corradi |  |  | Guidone Corradi |  |
|                                       |   |                          |                 |  |  |       |  |  | Antonio Corradi |  |  | Guidone Corradi |  |
|                                       |   | …                        |                 |  |  |       |  |  | Antonio Corradi |  |  |                 |  |
| Guido Corradi                         |   |                          |                 |  |  |       |  |  | Antonio Corradi |  |  |                 |  |
|                                       |   | Richilde Pedroni         | Ugo de' Pedroni |  |  |       |  |  |                 |  |  |                 |  |
|                                       |   | Richilde Pedroni         | Ugo de' Pedroni |  |  |       |  |  |                 |  |  |                 |  |
|                                       |   | Richilde Pedroni         | …               |  |  |       |  |  |                 |  |  |                 |  |
| Luigi I Gonzaga                       |   | Richilde Pedroni         |                 |  |  |       |  |  |                 |  |  |                 |  |
|                                       |   | Strambino di San Martino | …               |  |  |       |  |  |                 |  |  |                 |  |
|                                       |   | Strambino di San Martino | …               |  |  |       |  |  |                 |  |  |                 |  |
|                                       |   | Strambino di San Martino | …               |  |  |       |  |  |                 |  |  |                 |  |
| Estrambina di San Martino             |   | Strambino di San Martino |                 |  |  |       |  |  |                 |  |  |                 |  |
|                                       |   | …                        | …               |  |  |       |  |  |                 |  |  |                 |  |
|                                       |   | …                        | …               |  |  |       |  |  |                 |  |  |                 |  |
|                                       |   | …                        | …               |  |  |       |  |  |                 |  |  |                 |  |
| Tommasina Gonzaga                     |   | …                        |                 |  |  |       |  |  |                 |  |  |                 |  |
|                                       | … | …                        |                 |  |  |       |  |  |                 |  |  |                 |  |
|                                       | … | …                        |                 |  |  |       |  |  |                 |  |  |                 |  |
|                                       | … | …                        |                 |  |  |       |  |  |                 |  |  |                 |  |
| Ramberto Ramberti                     | … |                          |                 |  |  |       |  |  |                 |  |  |                 |  |
|                                       |   | …                        | …               |  |  |       |  |  |                 |  |  |                 |  |
|                                       |   | …                        | …               |  |  |       |  |  |                 |  |  |                 |  |
|                                       |   | …                        | …               |  |  |       |  |  |                 |  |  |                 |  |
| Richilda Ramberti                     |   | …                        |                 |  |  |       |  |  |                 |  |  |                 |  |
|                                       |   | …                        | …               |  |  |       |  |  |                 |  |  |                 |  |
|                                       |   | …                        | …               |  |  |       |  |  |                 |  |  |                 |  |
|                                       |   | …                        | …               |  |  |       |  |  |                 |  |  |                 |  |
| Margherita di Almerico dei Lavellongo |   | …                        |                 |  |  |       |  |  |                 |  |  |                 |  |
|                                       |   | …                        | …               |  |  |       |  |  |                 |  |  |                 |  |
|                                       |   | …                        | …               |  |  |       |  |  |                 |  |  |                 |  |
|                                       |   | …                        | …               |  |  |       |  |  |                 |  |  |                 |  |
|                                       |   | …                        |                 |  |  |       |  |  |                 |  |  |                 |  |